# 35-я стрелковая дивизия
35-я стрелковая дивизия (35 сд) — формирование (стрелковая дивизия, соединение) РККА ВС СССР в Великой Отечественной войне.
Полное наименование: 35-я стрелковая Сибирская Краснознамённая ордена Красной Звезды дивизия.

## История
Сформирована 4 апреля 1919 года в городе Казань, принимала участие в боевых операциях гражданской войны.
22 августа 1919 года 1-я морская стрелковая бригада (комбриг С. Д. Павлов) 35-й стрелковой дивизии и Пролетарский кавалерийский полк имени Степана Разина под командованием А. Е. Карташова освободили от колчаковцев Карталы и восстановили Советскую власть в регионе.
Дивизия в составе 5-й Армии РККА участвовала в походе на Восток. Летом 1921 года 35-й кавполк под командованием К. К. Рокоссовского вблизи г. Троицкосавск разбила бригаду генерала Резухина из состава Азиатской конной дивизии барона Унгерна.
В августе 1929 года вошла в состав Особой Дальневосточной армии РККА, в период с 17 ноября по 22 декабря 1929 года участвовала в боевых действиях на Китайско-Восточной железной дороге. Совместно с 36-й стрелковой дивизией РККА участвовала в штурме Чжайланорского укреплённого района.
После окончания боевых действий на КВЖД, 105-й Ленинградский стрелковый полк 35-й стрелковой дивизии РККА был награждён Орденом Красного Знамени, 9 командиров 105-го стрелкового полка были награждены именным оружием.
По состоянию на 22 июня 1941 года дислоцировалась в Бикине (Хабаровский край), в Великой Отечественной войне не участвовала.
В действующей армии: с 09.08.1945 по 03.09.1945 года.
Приняла участие в Маньчжурской стратегической операции, в рамках которой участвовала наступала на жаохэйском направлении.
09.08.1945 года при поддержке кораблей 3-й бригады Краснознамённой Амурской флотилии успешно форсировала реку Уссури в районе Дуньяна (Дунаньчжэнь) и завязала бой за Жаохэйский укреплённый район. К исходу 10.08.1945 года овладела укреплениями Жаохэ и начала развивать наступление на Баоцин, вышла в район Боли.

## Подчинение
- Восточно-Сибирский военный округ (1920—1923)
- Сибирский военный округ, 18-й стрелковый корпус — на 01.12.1925 года
- Дальневосточный фронт, фронтовое подчинение — на 01.07.1941 года
- Дальневосточный фронт, 35-я армия — на 01.10.1941 года
- Дальневосточный фронт, 35-я армия, 5-й стрелковый корпус — на 01.10.1943 года
- Дальневосточный фронт, 35-я армия — на 01.01.1945 года
- 2-й Дальневосточный фронт, 5-й стрелковый корпус — с августа 1945 года

## Состав

### На 22 августа 1919 года
- 1-я морская стрелковая бригада из Кронштадта и Петрограда
- 2-я красногвардейская бригада Сибирских стрелков
- 3-я бригада Красных латышских стрелков

### C августа 1920 по октябрь 1921 года
- 4-й особый Сибирский отряд 5-й Армии при 35 сд
- 4-й особый Сибирский отряд 5-й Армии при 35 сд
- 7-й особый Сибирский отряд 5-й Армии при 35 сд
- 9-й советский латышский стрелковый полк
- 35-й кавалерийский полк (из эскадронов 3-го Донского Ермака Тимофеевича полка и 5-го Каргопольского драгунского) (командир К. К. Рокоссовский)
- Енисейская бригада красных партизан (командир П. Е. Щетинкин)
- 104-я Сибирская бригада

### На 1 сентября 1945 года
- 183-й стрелковый полк
- 196-й стрелковый полк
- 352-й стрелковый полк
- 119-й артиллерийский полк
- 177-й гаубичный артиллерийский полк
- 88-й отдельный истребительно-противотанковый дивизион
- 474-й отдельный самоходно-артиллерийский дивизион (вероятно, с 1945 года)
- 48-я отдельная разведывательная рота
- 62-й отдельный сапёрный батальон
- 46-й отдельный батальон связи
- 89-й медико-санитарный батальон
- 56-я отдельная рота химический защиты
- 51-я (489-я)автотранспортная рота
- 3-я ремонтно-восстановительная рота (с 19.06.1943)
- 66-й полевой автохлебозавод
- 24-й полевой подвижный госпиталь
- 53-я дивизионная артиллерийская мастерская
- 242-й дивизионный ветеринарный лазарет
- 133-я полевая почтовая станция
- 272-я полевая касса Госбанка

Периоды вхождения в состав Действующей армии:
- 9 августа 1945 года — 3 сентября 1945 года

Перечень № 5 Стрелковых, горнострелковых, мотострелковых и моторизованных дивизий, входивших в состав действующей армии в годы Великой Отечественной войны 1941—1945 гг. / А. П. Покровский. — М.: Министерство обороны, 1956. — 218 с.

## Укомплектованность
- на 21.09.1941 года — около 12 тысяч человек
- на декабрь 1941 года: более 10 тысяч человек, кроме винтовок 400 пистолет-пулемётов, 126 ручных и 18 станковых пулемётов.

## Командиры
- Кузнецов Фёдор Алексеевич (22.4 — 20.6.1919)
- Верман Леонид Ильич (20.6 — 20.9.1919)
- Татаринцев Николай Иванович, врид (20 — 28.9.1919)
- Нейман, Константин Августович (28.09.1919 — 13.7.1920; 29.8.1920— 19.08.1921)
- Глазков, врид (13.7 — 29.8.1920)
- Гайлит, Ян Петрович (19 августа 1921 — октябрь 1921)
- Щетинкин, Пётр Ефимович (октябрь 1921 — декабрь 1921)
- Чайковский, Касьян Александрович (декабрь 1921 — август 1922)

…
- Лепин, Эдуард Давыдович (18.08.1924 — 13.11.1925)
- Тарасов, Анатолий Иванович (ноябрь 1925—1927)

…
- до 24 февраля 1938 — комбриг Шталь, Юлиус Мартынович, арестован, освобождён в 1940

…
- Попов, Михаил Андрианович (октябрь 1938 — июль 1939)
- Борисов, Фёдор Захарович (17.02.1939 — 07.02.1942), полковник, с 09.11.1941 генерал-майор
- Василевич, Георгий Алексеевич (08.02.1942 — 03.09.1945), полковник, с 16.10.1943 генерал-майор

## Награды и наименования
- 29 февраля 1928 года — Почётное революционное Красное Знамя — награждена постановлением Президиума Центрального Исполнительного Комитета СССР от 29 февраля 1928 года в ознаменование десятилетия РККА и отмечая боевые заслуги на различных фронтах гражданской войны, начиная с 1918—1919 года.[2]
- 13 декабря 1930 года — присвоено наименование «Сибирская»
- 30 августа 1945 года —  Орден Красной Звезды — награждена указом Верховного Совета СССР от 30 августа 1945 года за образцовое выполнение боевых заданий командования на фронте борьбы с японскими империалистами и проявленные при этом доблесть и мужество.

Наименования и награды частей дивизии:
- 183-й стрелковый ордена Красной Звезды[3] полк
- 196-й стрелковый Петропавловский Краснознамённый ордена Красной Звезды[3] полк
- 352-й стрелковый Ленинградский дважды Краснознамённый[3] полк
- 119-й артиллерийский Троицко-Савский ордена Красной Звезды[3] полк